# FIFA Soccer 96
FIFA Soccer 96 — третя частина серії ігор FIFA, представлена Electronic Arts 25 вересня 1995 року. Вийшла на всіх сучасних платформах свого часу. Слоган звучить: "Next Generation Soccer" ("Футбол наступного покоління"). Вперше на платформах Sega Saturn, PlayStation, 32X і PC використана технологія «Virtual Stadium», яка дозволяла отримати 3D зображення стадіону з 2D фігурами футболістів. Також вперше в грі з'явились справжні прізвища футболістів. Багато експертів вважають цю гру першим серйозним успіхом FIFA .
FIFA 96 — третя гра в серії FIFA, девіз якої — «Футбол нового покоління». Це був перший у серії, який показував 3D-графіку в реальному часі у версіях Sega Saturn, PlayStation, 32X і DOS, використовуючи технологію під назвою «Віртуальний стадіон». Видання SNES і Mega Drive/Genesis використовували механізм FIFA 95. Це також перший у серії, який використовує реальні імена та позиції гравців, а також інструменти рейтингу, трансферу та налаштування команди. 

## Оцінки
Гра стала бестселером в Британії. IGN оцінив версію PlayStation 7,8 з 10, в той час як GamePro поставив 4 з 5. Для версії DOS PC Gamer поставили 92 из 100.